# Olophontosia pseudolibatrix
Olophontosia pseudolibatrix är en fjärilsart som beskrevs av Rothschild 1917. Olophontosia pseudolibatrix ingår i släktet Olophontosia och familjen tandspinnare. Inga underarter finns listade i Catalogue of Life.